# Wydanie
Wydanie, inaczej edycja (z łac. editio) – przekaz odpowiednio przygotowanego tekstu lub zespołu tekstów zrealizowany w określonym czasie, miejscu i formie graficznej za pomocą określonych technik drukarskich.
Istnieje wiele sposobów przygotowywania tekstu do wydania i doboru zawartości jego opracowania (np. aparatu krytycznego, komentarza). Zależą one od celów, jakim wydanie ma służyć, oraz od przewidywanych potrzeb grupy czytelników, do której adresuje się dane wydanie. Ze względu na sposoby przygotowania tekstu wydania dzieli się na cztery grupy:
- wydania krytyczne (łac. editio maior),
- wydania naukowe,
- wydania naukowo-dydaktyczne,
- wydania popularne (łac. editio minor).

Rejestracją wydań i ich opisem od strony sposobu przygotowania tekstu zajmuje się bibliografia. Opisem formy graficznej i wszystkich cech zewnętrznych poszczególnych wydań zajmuje się księgoznawstwo.